# Kanton Colombes-1
Kanton Colombes-1 is een kanton van het Franse departement Hauts-de-Seine. Het werd opgericht bij decreet van 24 februari 2014, met uitwerking in maart 2015.

Kanton Colombes-1 maakt deel uit van het arrondissement Nanterre en telt 71.580 inwoners in 2017. 

## Gemeenten
Het kanton Colombes-1 omvat enkel het noordelijk deel van de gemeente Colombes.